# Tiếng Mông Cổ nguyên thuỷ
Tiếng Mông Cổ nguyên thủy là ngôn ngữ tổ tiên giả định của các ngôn ngữ Mông Cổ hiện đại. Nó rất gần với tiếng Mông Cổ trung đại được sử dụng vào thời Thành Cát Tư Hãn và Đế quốc Mông Cổ. Do đó, hầu hết các đặc điểm của tiếng Mông Cổ hiện đại được xem là bắt nguồn từ tiếng Mông Cổ trung đại. Một ngoại lệ là hậu tố đa hành động (pluractional) gốc Mông Cổ -cAgA- "làm chung" có thể được phục nguyên dựa trên các ngôn ngữ hiện đại nhưng chưa được chứng thực trong tiếng Mông Cổ trung đại.
Về khoảng thời gian mà tiếng Mông Cổ nguyên thủy được sử dụng, Juha Janhunen viết: "Việc xác định niên đại cụ thể của tiếng Mông Cổ nguyên thủy phụ thuộc vào việc khi nào những người sử dụng nó không nói cùng một thứ tiếng nữa", tức là khi nó phát triển thành các ngôn ngữ Mông Cổ riêng biệt; sự kiện này diễn ra "ngay sau sự phân tán về mặt địa lý của người Mông Cổ cổ đại dưới thời Thành Cát Tư Hãn", "không sớm hơn thế kỷ thứ mười ba." Kết quả là, "điều này có nghĩa là sự khác biệt ngày nay giữa các ngôn ngữ Mông Cổ có thể là kết quả của chưa đầy 800 năm diễn tiến phân kỳ."

## Từ vựng
| 1    | *nike(n)     |
| 2    | *koxar       |
| 3    | *gurba(n)    |
| 4    | *dörbe(n)    |
| 5    | *tabu(n)     |
| 6    | *jirguxa(n)  |
| 7    | *doluxa(n)   |
| 8    | *na(y)ima(n) |
| 9    | *yersü(n)    |
| 10   | *xarba(n)    |
| 20   | *kori(n)     |
| 30   | *guci(n)     |
| 40   | *döci(n)     |
| 50   | *tabi(n)     |
| 60   | *jira(n)     |
| 70   | *dala(n)     |
| 80   | *naya(n)     |
| 90   | *yere(n)     |
| 100  | *jaxu(n)     |
| 1000 | *minga(n)    |